# Sepia (género)

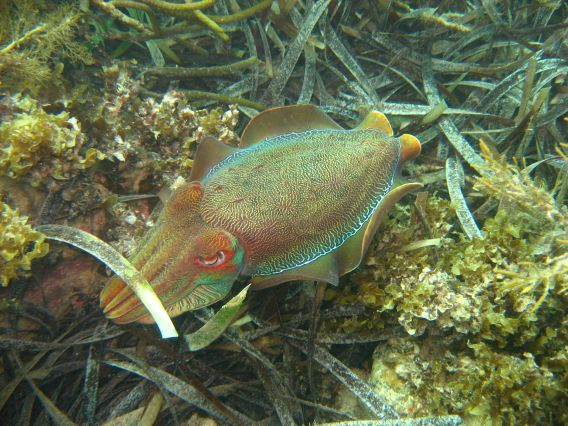
Sepia apama

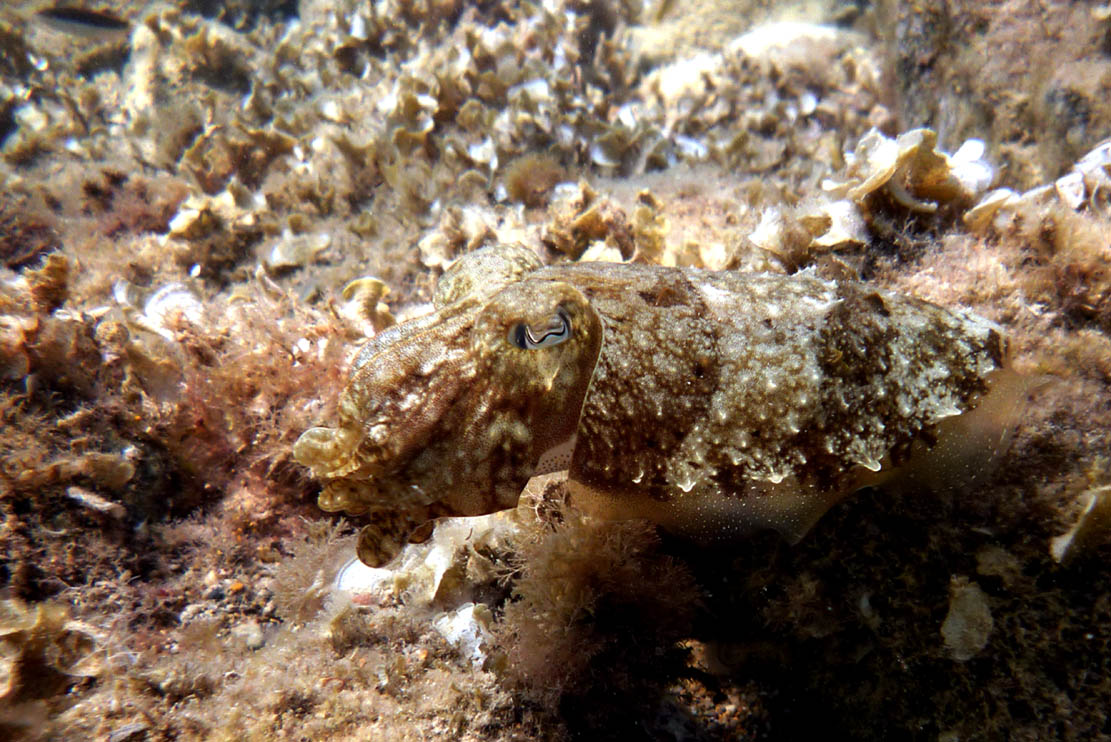
Sepia elegans

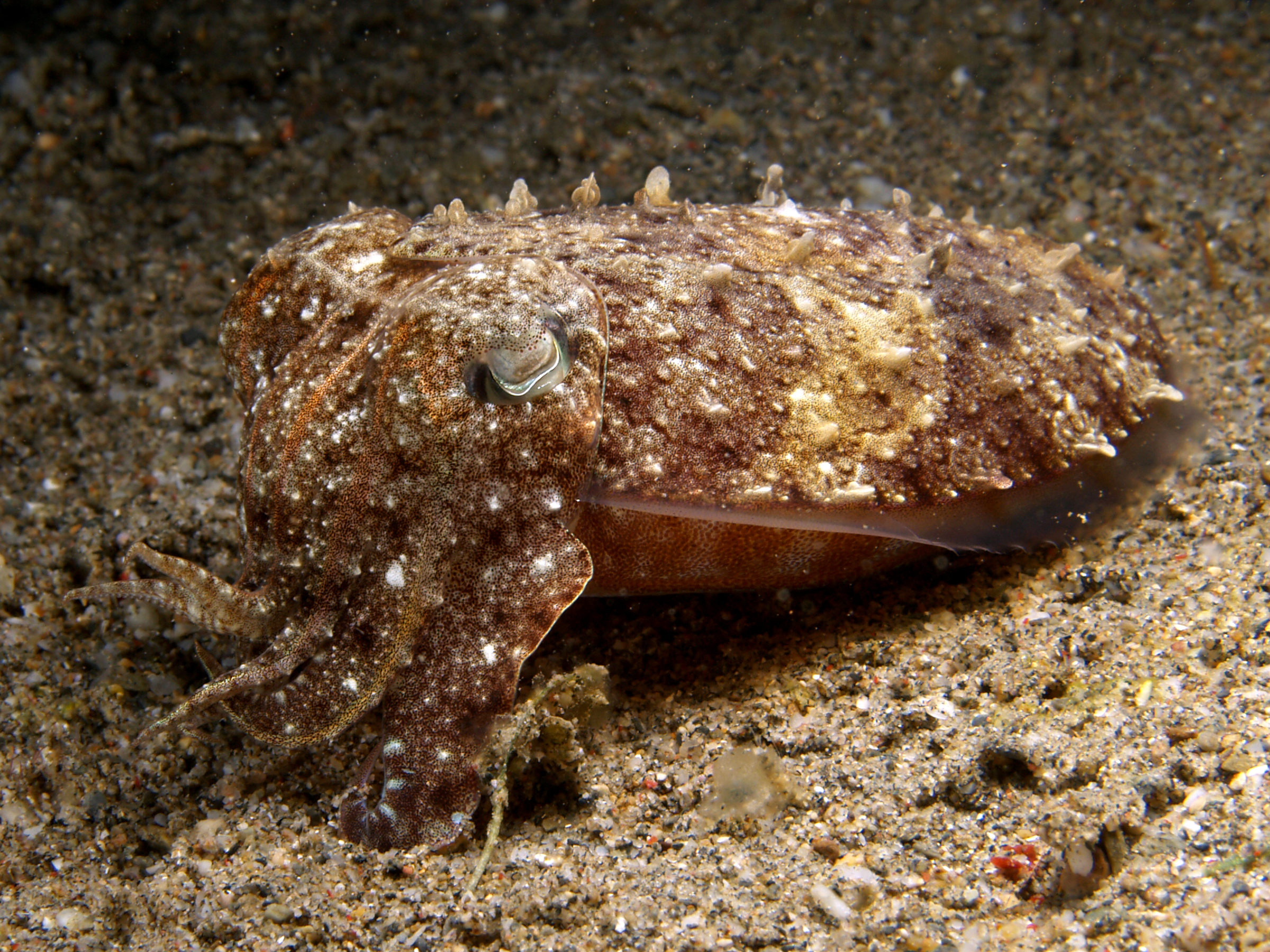
Sepia latimanus

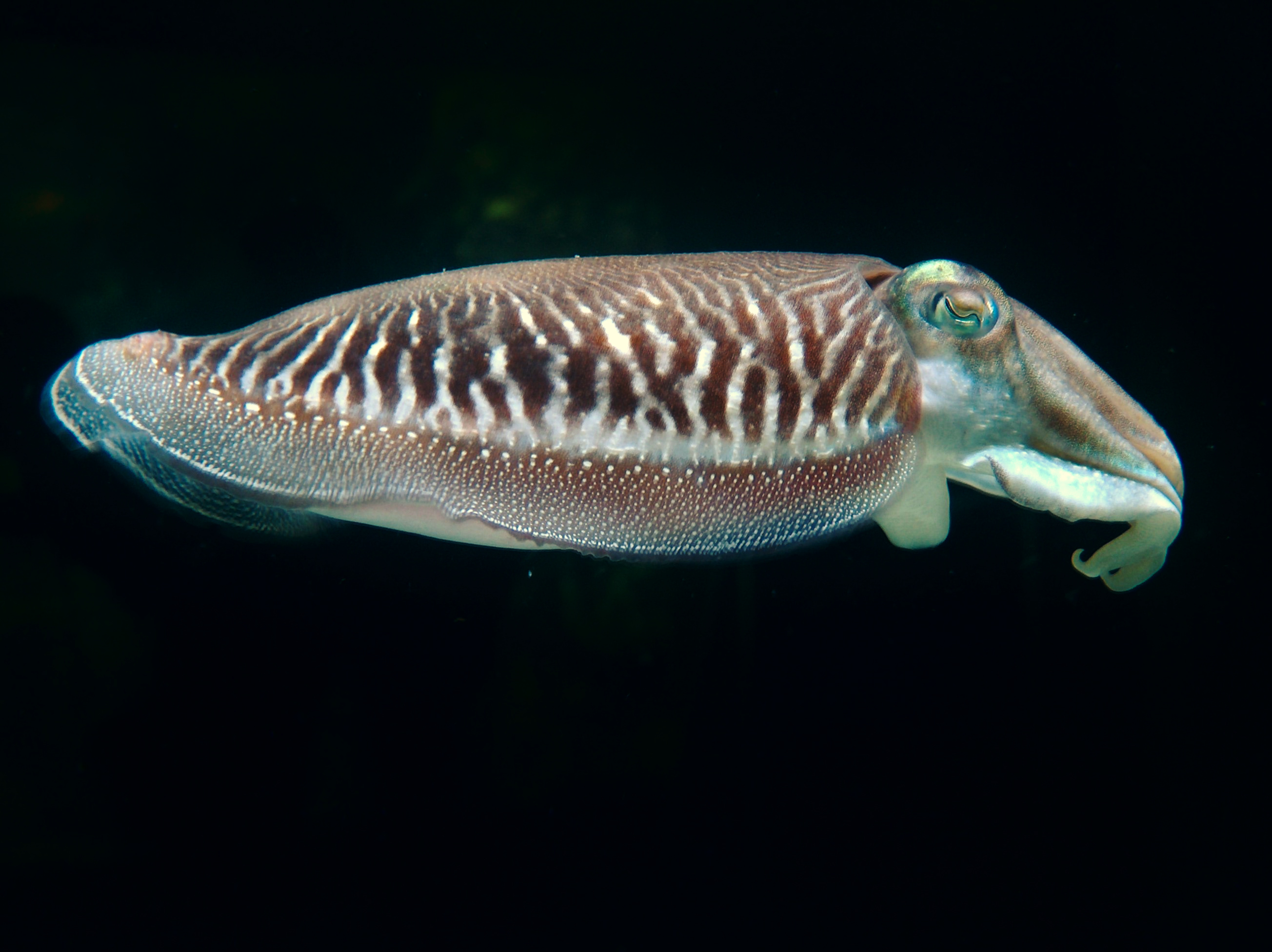
Sepia officinalis

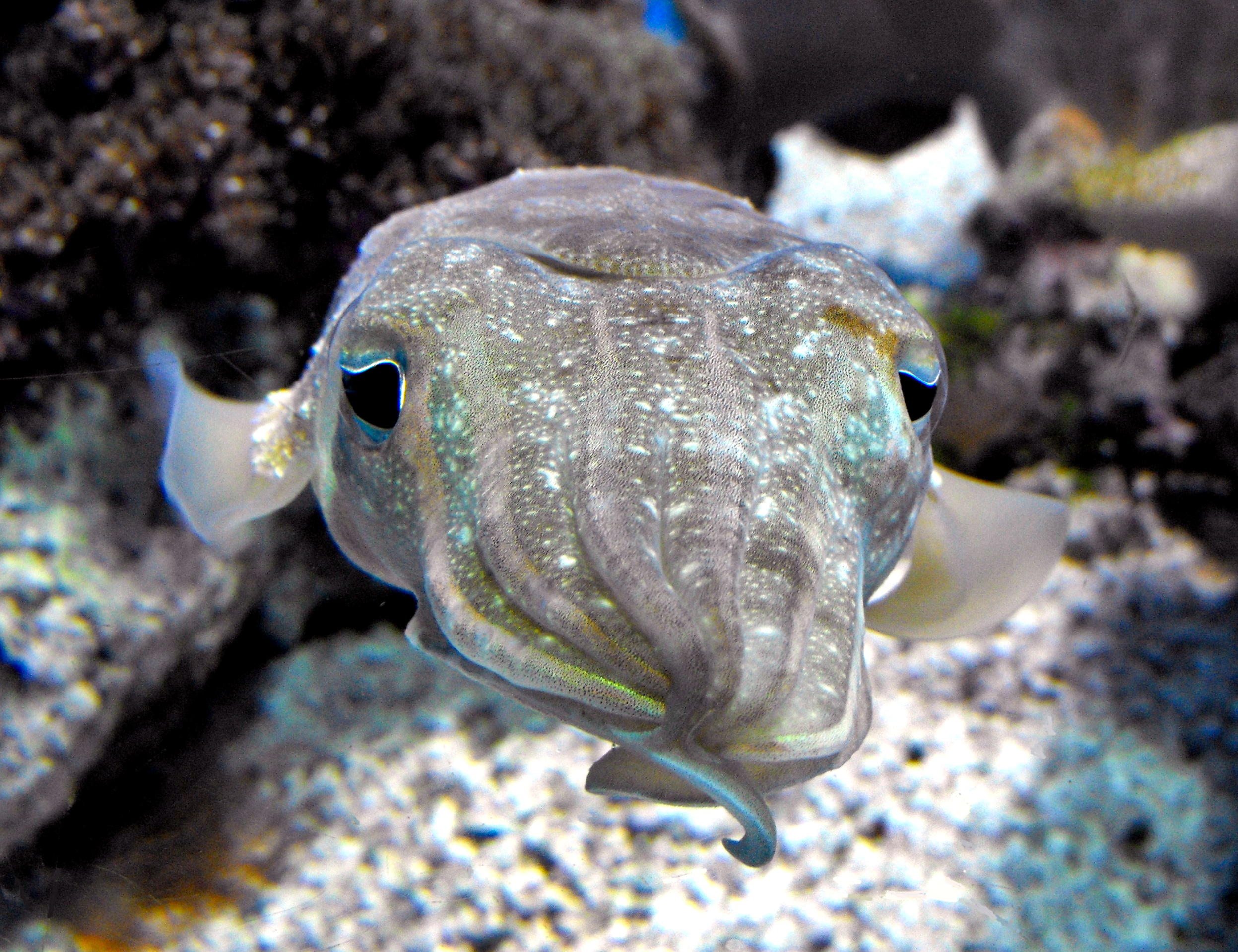
Sepia pharaonis

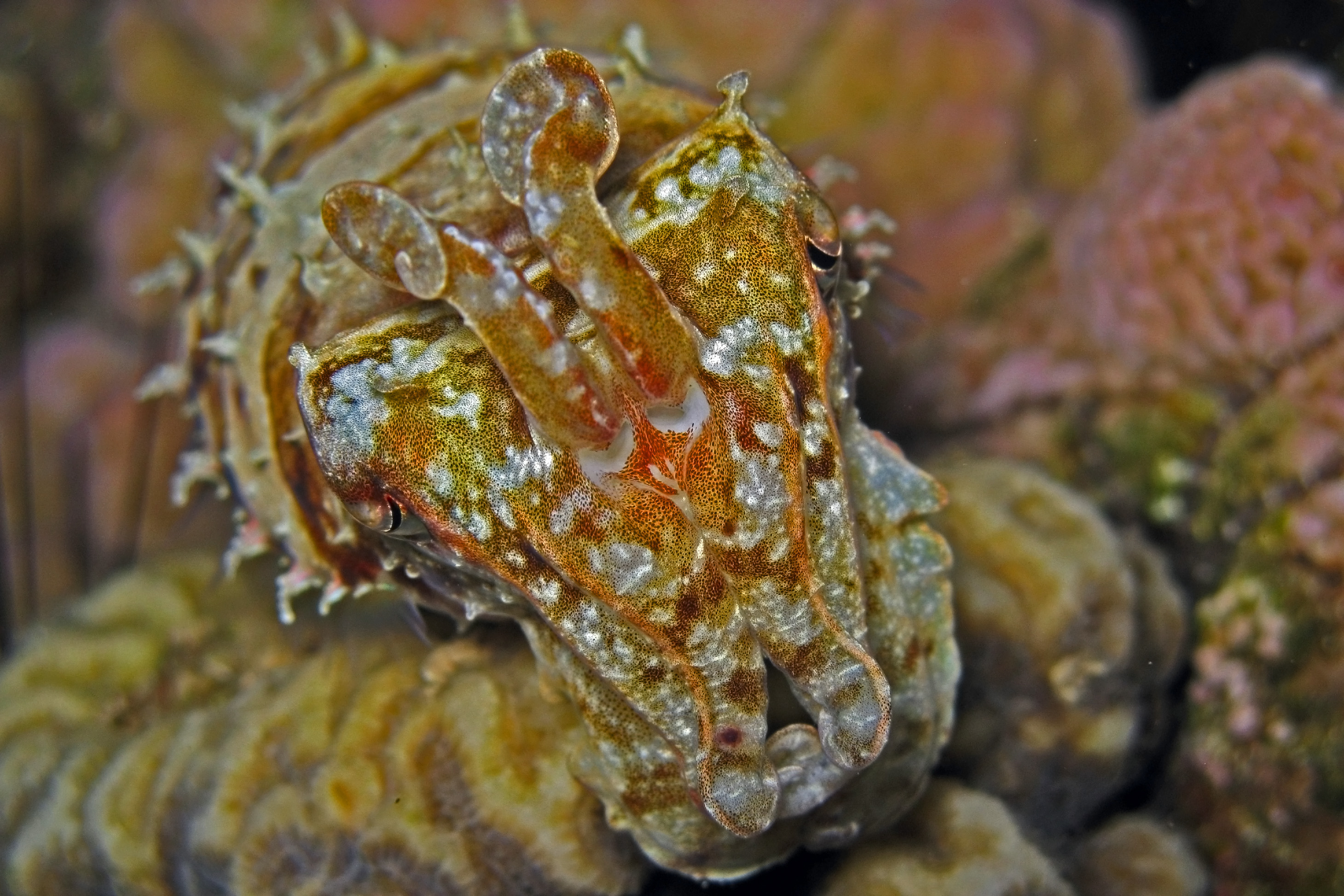
Sepia prashadi

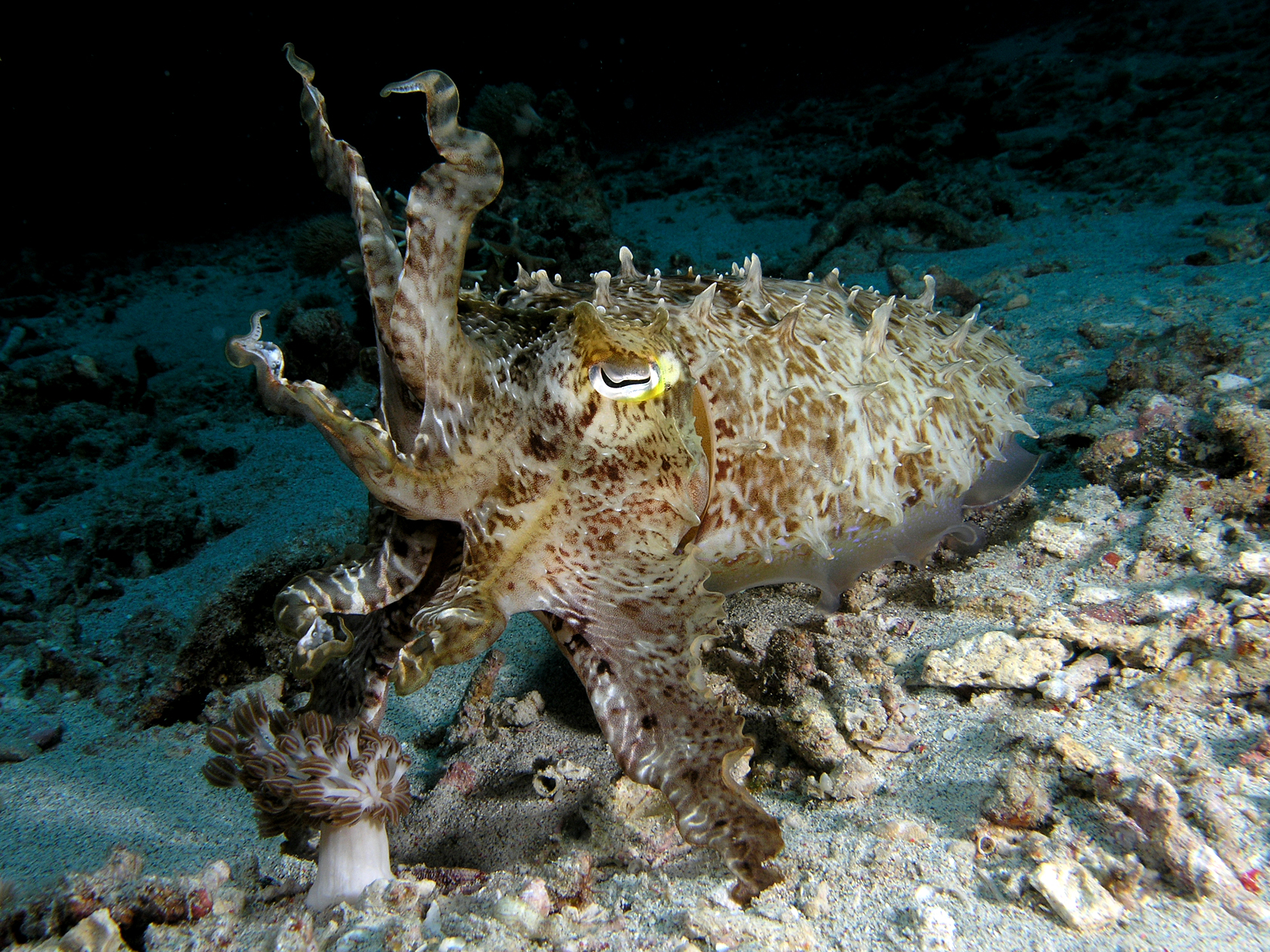
Sepia sp.

Sepia es un género de moluscos cefalópodos de la familia de los sepíidos que agrupa algunas de las especies más comunes y comercializadas.

## Clasificación
- Género Sepia
  - Subgénero indeterminado
    - ? Sepia bartletti
    - ? Sepia baxteri *
    - ? Sepia dannevigi *
    - ? Sepia elliptica
    - Sepia filibrachia
    - Sepia mira
    - Sepia plana
    - Sepia senta
    - Sepia subplana
    - ? Sepia whitleyana

  - Subgénero Acanthosepion
    - Sepia aculeata
    - Sepia brevimana
    - Sepia esculenta
    - Sepia lycidas
    - Sepia prashadi
    - Sepia recurvirostra
    - Sepia savignyi
    - Sepia smithi
    - Sepia stellifera
    - Sepia thurstoni
    - Sepia vecchioni[1]
    - Sepia zanzibarica

  - Subgénero Anomalosepia
    - Sepia australis
    - Sepia omani
    - Sepia sulcata

  - Subgénero Doratosepion
    - Sepia adami
    - Sepia andreana
    - Sepia appellofi
    - Sepia arabica
    - Sepia aureomaculata
    - Sepia bathyalis
    - Sepia bidhaia
    - Sepia braggi
    - Sepia burnupi
    - Sepia carinata
    - Sepia confusa
    - Sepia cottoni
    - Sepia elongata
    - Sepia erostrata
    - Sepia foliopeza
    - Sepia incerta
    - Sepia ivanovi
    - Sepia joubini
    - Sepia kiensis *
    - Sepia kobiensis
    - Sepia koilados
    - Sepia limata
    - Sepia longipes
    - Sepia lorigera
    - Sepia mascarensis
    - Sepia mirabilis
    - Sepia murrayi
    - Sepia pardex
    - Sepia peterseni
    - Sepia rhoda
    - Sepia saya
    - Sepia sewelli
    - Sepia sokotriensis
    - Sepia subtenuipes
    - Sepia tala
    - Sepia tanybracheia
    - Sepia tenuipes
    - Sepia tokioensis
    - Sepia trygonina
    - Sepia vercoi
    - Sepia vietnamica

  - Subgénero Hemisepius
    - Sepia dubia
    - Sepia faurei
    - Sepia pulchra
    - Sepia robsoni
    - Sepia typica

  - Subgénero Rhombosepion
    - Sepia acuminata
    - Sepia cultrata
    - Sepia elegans
    - Sepia hedleyi
    - Sepia hieronis
    - Sepia madokai
    - ? Sepia opipara
    - Sepia orbignyana
    - Sepia reesi
    - Sepia rex
    - Sepia vossi

  - Subgénero Sepia
    - Sepia angulata *
    - Sepia apama
    - Sepia bandensis
    - Sepia bertheloti
    - Sepia chirotrema
    - Sepia dollfusi
    - Sepia elobyana
    - Sepia gibba
    - Sepia hierredda
    - Sepia insignis
    - Sepia irvingi
    - Sepia latimanus
    - Sepia mestus
    - Sepia novaehollandiae
    - Sepia officinalis
    - Sepia papillata
    - Sepia papuensis
    - Sepia pharaonis
    - Sepia plangon
    - Sepia plathyconchalis
    - Sepia ramani
    - Sepia rozella
    - Sepia simoniana
    - Sepia tuberculata
    - Sepia vermiculata

Las especies marcadas con asterisco (*) son nombres no aceptados como válidos por todos los autores. Los signos de interrogación (?) indican una ubicación cuestionable dentro del género.